# 但支派
但支派（希伯來語：דָּן，Dan）是以色列十二支派之一。 
据《希伯来圣经》记载，以色列人征服迦南以后，大约在前1200年， 约书亚将土地分配给十二支派，分配给但支派的是最北面的地区，到加利利以北，约旦河以西，向北最远伸展到利善，成为但的主要城市，称为但城（约书亚记 19:40–48）。 
根据《民数记》，但支派是以色列第二大支派，仅次于犹大支派一些考证学者认为这次人口普查来自前7世纪的作品，可能反映作者的偏见，但这仍然意味着直到前7世纪，对于但支派是最大支派之一，仍然记忆犹新。在申命记33章的摩西的祝福中，一些学者认为它只略早于申命记的成书， 预言但支派“从巴珊跳出来”；学者不确定为什么会这样，因为但支派从未有过曾经居住在约旦河以东的巴珊平原的记载。 
自从约书亚征服这片土地后，直到第一个以色列王国在前1050年形成，但支派是一个以色列支派松散邦联的一部分。没有中央政府存在，在危机时期，人们在士师的领导之下（见士师记）。随着来自非利士人入侵威胁的增长，以色列人支派决定成立一个强有力的中央集权君主国来迎接挑战，但支派加入了这个新王国，扫罗为第一任国王。扫罗死后，除犹大支派以外的其他所有支派仍然忠于扫罗家，但是扫罗的儿子伊施波设死后，但支派和其他北方以色列人支派，拥戴当时的犹大国王大卫，为重新统一的以色列王国的国王。但是，大卫的孙子罗波安在位时，在公元前930年，北方各支派分裂，自立以色列王国，称为北国。
布兰登（Brandão）是一个葡萄牙姓，源自于三个希伯来词：Bar（“儿子”）-An（支派）-Dan（但），意为“但支派的儿子”。 

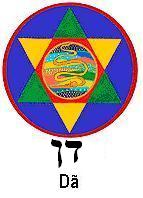
葡萄牙图案

## 起源

《约书亚记》记载的以色列十二支派领地分布图

《約書亞記》記載的以色列十二支派領地分佈圖

根据圣经，但支派由但的后裔组成。但是雅各和拉结的使女辟拉之子（创世纪30:4）。在圣经中，辟拉是拉结的使女，雅各的妾，但是辟拉的两个儿子之一，另一个儿子是拿弗他利。学者认为这表明作者认为但和拿弗他利作为婢女的后裔，而非正妻的后裔，不是完全以色列人的起源。有人指出，“女仆支派”的领土恰好最接近迦南的北部和东部边境，因此暴露在亚述和亚兰面前。但是，其他出自正妻的支派，包括长子流便，也居住在东部郊区 ，紧邻以色列进入迦南时的传统敌人：摩押人和亚扪人（与亚兰和亚述的战争直到进入迦南地500年后才开始－列王记上11:25、列王记下15:19）。 
据圣经描述，但支派原本试图定居在迦南中部沿海地区，但由于非利士人已经定居在那里，只能在俯瞰梭烈谷的山上安营，这个营地的位置称为“但营”（Mahaneh Dan，约书亚记19章）。他们试图定居的地区北至雅法，向南延伸到亭拿地区的示非拉；因此，现代的以色列国，以及一些犹太复国主义者，将这一地区称为但城市群（“但地区”）。然而，由于来自非利士人的压力的结果，但支派放弃了居住在中部海岸附近的希望，迁移到该国的北部，在征服利善之后，建都于此，并更名为但（士师记18章）。
现代艺术家们用“正义的天平”代表但支派，由于创世纪49:16说到“但必判断他的民”。然而，更多的传统艺术家根据创世纪49:17，用蛇来代表但。但支派最有名的人是参孙。有一派的神學認為現今的英國人可能出自但支派。

## 命运
作为以色列王国的一部分，但支派的领土被亚述征服，并且被掳；此后他们就成为失蹤的以色列十支派之一。现代埃塞俄比亚的犹太人，称为贝塔以色列，自称是但支派的后裔。而英国以色列理论则相信，但支派迁移到了欧洲。
根据启示录7:4-8，但支派是唯一不在受印名单之内的以色列支派。没有提到他们为什么不包括在内。可能是因为他们的异教徒的做法。
这使得圣希波里图斯和几个千禧年主义者公然声称敌基督将出自但支派。
启示录7:5-8提到了约瑟支派和利未支派，虽然通常在其他地方他们并不称为支派。在大多数十二支派的名单中，利未支派都被略去，因为利未人是以色列人中的祭司，没有参与分配土地。由于利未支派被排除在外，以法莲和玛拿西支派代替约瑟，将支派的数目保持在十二个。如果但支派从启示录7:5-8被排除是因为它是北国偶像崇拜的中心，那么同样的道理， 以法莲也应被排除在外，因为在北国另一个偶像崇拜的中心是伯特利，位于以法莲境内。然而，在民数记1:32，显然是引用以法莲支派作为“约瑟的子孙”的代表，因此，以法莲是作为约瑟委婉的代称，解释了启示录第7章中明显遗漏了以法莲支派。